# Pina Pellicer
Pina Pellicer, nome d'arte di Josefina Yolanda Pellicer López de Llergo (Città del Messico, 3 aprile 1934 – Città del Messico, 4 dicembre 1964), è stata un'attrice cinematografica messicana.

## Biografia

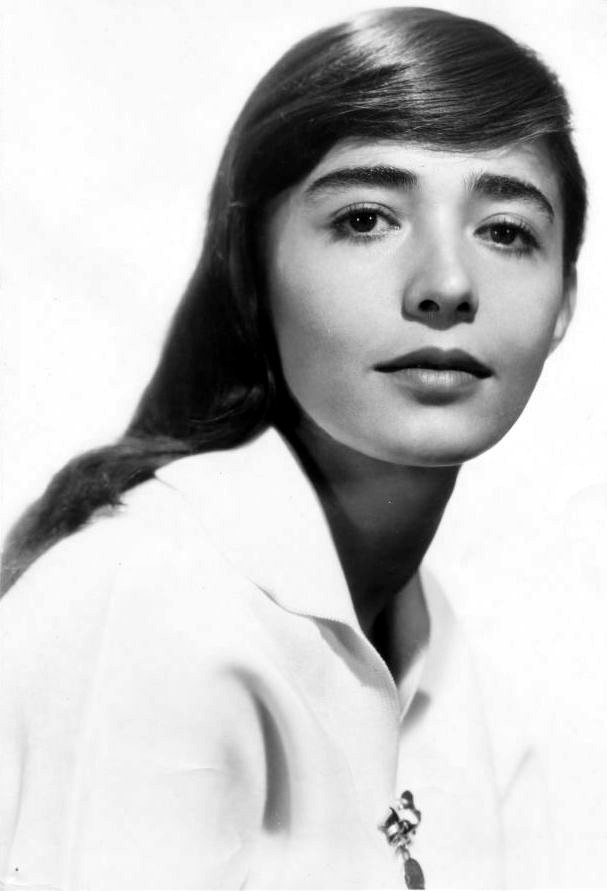
Pina Pellicer nel 1961

Tra le più popolari attrici messicane, è ricordata per la sua interpretazione di Louisa nel western I due volti della vendetta (1961), nel quale recitò accanto a Marlon Brando. Morì suicida il 4 dicembre 1964, all'età di 30 anni.

## Filmografia parziale
- Morte in vacanza (Macario), regia di Roberto Gavaldón (1960)
- I due volti della vendetta (One-Eyed Jacks), regia di Marlon Brando (1961)